# Can Burgués (Bescanó)
Can Burgués o can Telleda és una masia renaixentista de Bescanó (Gironès) protegida com a Bé Cultural d'Interès Local.

## Descripció
Edifici de planta rectangular, tres pisos i teulada a quatre vents. La façana principal, molt ben proporcionada, presenta un portal dovellat, malauradament desfigurat per una porta de vidre i alumini, i quatre finestres amb frontó triangular. A la part central hi ha un escut, amb un flamenc, un castell i la data MDCIII i un rellotge de sol (1606). Al parament esgrafiat es pot llegir la inscripció: BARTHOLOMEUS BURGUES CANONIC ECCLIAE GERUNDEN HAC DOMUA FUNDAMENTIS EXTRUXIT.